# 키클롭스

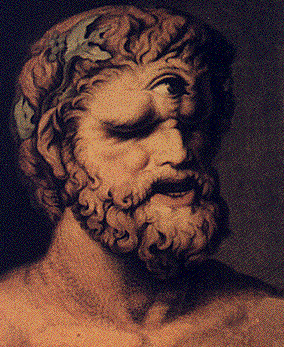
키클롭스.

키클롭스 또는 퀴클롭스(고대 그리스어: Κύκλωψ Kuklōps[*], 복수형은 Κύκλωπες Kuklōpes 키클로페스[*], 영어: Cyclopes)는 그리스 신화 및 로마 신화에 등장하는 하나의 눈(single eye)을 가진 거신(巨神)으로, 이 눈은 이마 한가운데에 위치한다. 키클롭스(Kuklōps, 영어: Cyclops)의 문자 그대로의 뜻은 일반적으로 '원형의 눈을 한' 또는 '둥근 눈을 한(circle-eyed 또는 orb-eyed)'인 것으로 해석되고 있다.
그리스 신화에는 다음과 같은 적어도 두 유형 혹은 세 유형의 키클롭스들이 있는데, 각 유형에 대한 신화상의 이야기들과 진술들에 의거할 때 이들의 성격과 역할은 확연히 구분된다.
1. 헤시오도스의 《신들의 계보》와 슈도-아폴로도로스의 《비블리오테케》에 나오는 키클롭스 삼형제
2. 칼리마코스의 《데메테르에게 바치는 찬가》와 베르길리우스의 《아이네이스》에 나오는, 불과 장인의 신 헤파이스토스의 보조자로서의 대장장이 키클롭스들[3]
3. 호메로스의 《오디세이아》에 나오는 키클롭스 폴리페무스(Polyphemus)와 그의 동료 키클롭스들

키클롭스의 유형에 구분이 있다는 것에는 학자들간에 의견이 일치한다. 특히 위의 세 유형 중 첫 번째 유형과 세 번째 유형, 즉 '키클롭스 삼형제'와 '키클롭스 폴리페모스의 그룹'이 서로 확연히 다르다는 것에는 의견히 일치한다. 하지만 이들 두 유형간의 관계 그리고 위의 목록의 세 유형간의 관계는 고대의 주석가들 때부터 논란거리였으며 지금도 그러하다. 예를 들어, 위의 세 유형 중 첫 번째 유형과 두 번째 유형을 묶어서 동일 유형으로 보는 견해도 있고, 두 번째 유형과 세 번째 유형을 묶어 동일 유형으로 보는 견해도 있다. 위의 목록에 나타난 문헌들 외의 다른 문헌들에서 언급되고 있는 키클롭스들을 포함시켜 이들 세 유형보다 더 세분된 대여섯 유형이 있는 것으로 논하기도 한다. 한편, 그리스 신화를 기술하고 있는 고전들에서 여성 키클롭스가 등장하는 경우는 없다.

## 키클롭스 삼형제

### 이름과 계보
헤시오도스의 《신들의 계보》에 나타나는 키클롭스는 세 명인데 이들은 우라노스와 가이아가 낳은 아들들로, 헤카톤케이레스 삼형제와 크로노스를 포함한 제1세대 티탄들 12명과 형제 또는 남매 관계이다. 흔히 이들을 통칭하여 키클롭스 삼형제라고 부른다. 또는 복수형으로 키클로페스(영어: Cyclopes)라고도 하는데, 헤시오도스에 따르면 이것은 이들 삼형제에 대한 별명이다.
헤시오도스의 《신들의 계보》와 슈도-아폴로도로스의 《비블리오테케》에 따르면, 키클롭스 삼형제의 이름은 다음과 같다. 아래의 이름들과 나열 순서는 《신들의 계보》에 따른 것이며, 이름의 문자 그대로의 뜻에 대한 설명은 헤시오도스의 설명이 아닌 《신들의 계보》의 영문본 번역자의 주석에 따른 것이다.
1. 브론테스(Βρόντης Brontes[*]): 천둥을 일으키는 자(Thunderer)
2. 스테로페스(Στερόπης Steropes[*]): 번개를 일으키는 자(Lightener)
3. 아르게스(Ἄργης Arges[*]): 선명한 자 혹은 선명하게 빛나는 자(Vivid One)

헤시오도스의 《신들의 계보》에 따르면, 우라노스와 가이아의 자녀들 중 크로노스를 비롯한 12명의 제1세대 티탄들이 가장 먼저 태어났으며, 그 다음에 키클롭스 삼형제가, 그 다음에 헤카톤케이레스 삼형제가 태어났다. 따라서, 키클롭스 삼형제는 아버지 우라노스를 폐위시키고 '신들(특히, 티탄들)의 왕'이 된 크로노스의 동생이 된다. 그리고 아버지 크로노스를 폐위시키고 '신들과 인간들의 왕'이 된 제우스의 작은 삼촌이 된다.
이에 비해, 슈도-아폴로도로스의 《비블리오테케》에 따르면, 우라노스와 가이아의 자녀들 중 헤카톤케이레스 삼형제가 가장 먼저 태어났으며, 그 다음에 키클롭스 삼형제가 태어났고, 그 다음에 12명의 제1세대 티탄들이 태어났다. 즉, 《신들의 계보》와는 태어난 순서가 반대이다. 따라서 키클롭스 삼형제는 크로노스의 형이 되고, 제우스의 큰 삼촌이 된다.

### 키클롭스 삼형제에 대한 현대의 오해
현대의 그리스 신화 자료들 일부에서는 "키클롭스 삼형제는 못생긴 거인 괴물로 정수리에 눈이 하나 박혀있고 대단히 힘이 세고 난폭했으며 대장장이질에 능숙했다" 혹은 "키클롭스 삼형제는 흉측하게 생겨서 우라노스가 이들을 싫어해 태어나자마자 타르타로스에 감금하였다"는 식으로 키클롭스 삼형제에 대해 기술하기도 하는데, 이러한 진술에 나타난 표현들 중 못생겼다(또는 흉측했다) · 괴물이다 · 난폭했다는 세 가지는, 최소한 헤시오도스의 《신들의 계보》와 슈도-아폴로도로스의 《비블리오테케》에 나타난 표현들에 따를 때, 키클롭스 삼형제에게는 해당되지 않는 사항이다. 이러한 진술들이 나오는 주된 이유는 '식인을 하는 거신들 혹은 거인들이었고 그렇기 때문에 괴물로 분류되곤 하는' 키클롭스 폴리페모스와 그의 동료들의 그룹과 키클롭스 삼형제를 혼동하였기 때문이다. 그리고 '정수리(top of head, crown of head)에 눈이 하나 박혀있다'는 진술은 반은 맞고 반은 틀린 진술로, 정확히 진술하자면, 키클롭스 삼형제는 하나의 눈을 가진 거신이었는데 이 눈은 "이마 한가운데에(in the midst of their fore-heads)" 있었다.

#### 못생겼다 혹은 흉측하게 생겼다는 것에 대하여
우라노스는 자신의 자녀들 중 키클롭스 삼형제와 헤카톤케이레스 삼형제를 처음부터 싫어하여서 태어나는 대로 타르타로스에 감금하는 악행을 행하였으며, 또한 이들을 감금한 것을 크게 기뻐하였다. 반면 12명의 티탄들은 감금하거나 하지 않았다.
우라노스가 처음부터 키클롭스 삼형제와 헤카톤케이레스 삼형제를 싫어했다는 진술은 《신들의 계보》에 나오지만 왜 유독 이들을 싫어했는지에 대해서는 《신들의 계보》에 설명되어 있지 않다. 《신들의 계보》에 따르면 키클롭스 삼형제는 "위풍당당했고(overbearing in spirit), 이마 한가운데에 하나의 눈을 가졌다는 것 외에는 [외형상으로는] 다른 모든 점에서 [다른] 신들과 같았으며, [정신의] 강인함과 [신체의] 힘과 [천둥과 번개를 다루는] 장인의 능력을 가지고 있었다". 다만, "이들(즉, 키클롭스 삼형제와 헤카톤케이레스 삼형제)은 가장 무시무시(terrible)하였고 [즉, 모든 신들 중에서 가장 무시무시한 힘을 가졌고], 그리고(and, 그래서?) 그들은 처음부터 자신들의 아버지의 미움을 받았다"라고 되어 있어 문맥상 그 이유를 일정 정도 추정할 수 있게 한다.
한편, 후에 크로노스가 이들을 구출한 후 다시 타르타로스에 감금하고 그런 후 제우스가 키클롭스 삼형제와 헤카톤케이레스 삼형제를 다시 구출하는데, 이들을 재구출하는 대목에서 헤시오도스는 크로노스가 이들을 다시 감금한 이유를 진술하고 있다. 헤시오도스의 진술에 따르면, 크로노스가 키클롭스 삼형제를 다시 감금한 이유와 헤카톤케이레스 삼형제를 다시 감금한 이유는 서로 다르다. 키클롭스 삼형제에 대해서는 "그리고 그(즉 제우스)는 자신의 아버지(즉 크로노스)가 어리석어서 감금하였던, 자신의 아버지의 형제들 즉 우라노스(하늘)의 아들들(즉 키클롭스 삼형제)을 그들의 지독한 속박으로부터 자유롭게 하였다"라고 말함으로써, 키클롭스 삼형제를 재감금하게 된 것이 키클롭스 삼형제에게 원인이 있다기 보다는 크로노스에게 원인이 있다고 말하고 있다. 즉, 크로노스의 어리석음, 달리 말하면, 크로노스의 지혜의 부족이 그 원인이라고 말하고 있다. 이에 비해 헤카톤케이레스 삼형제를 재감금하게 된 이유는 이들이 "너무 뛰어나게 남자답고 잘생겼으며 신체가 거대하여서(exceeding manhood and comeliness and great size)" 크로노스가 이것을 질투했기 때문이라고 말하고 있다.
그리고, 슈도-아폴로도로스는 《비블리오테케》에서 "각자는 이마에 하나의 눈을 가졌다. 그러나 우라노스(하늘)가 그들(즉, 키클롭스 삼형제)을 속박하여 타르타로스에 던졌다"라고 진술하고 있을 뿐, 이것 외에는 키클롭스 삼형제의 외형은 물론이고 가진 바 힘에 대해서도, 그리고 우라노스가 이들을 타르타로스에 가두게 된 이유에 대해서도 별다른 진술이 없다. 그리고 크로노스가 키클롭스 삼형제와 헤카톤케이레스 삼형제를 타르타로스에서 구출한 후 다시 감금하는 대목에서도, "그들(즉, 티탄들)은 타르타로스로 내던져진 자신의 형제들을 구하였고 크로노스의 지배권(왕권)을 인정하였다. 그러나 그(즉 크로노스)는 다시 이들을 속박하여 타르타로스에 감금하였다"라고 말하고 있을 뿐 크로노스가 키클롭스 삼형제와 헤카톤케이레스 삼형제를 다시 감금하게 된 이유나 이들의 외형에 대한 추가적인 언급이 없다.
위의 원천 자료들에 따를 때, 현대의 그리스 신화 관련 자료들 일부에서 말하는, 키클롭스 삼형제와 헤카톤케이레스 삼형제가 추악하고 끔찍하게(terrible) 혹은 흉측하게(terrible) 생겨서 타르타로스에 감금된 것이라는 진술은 근거가 없는 주장이다. 최소한 그리스 신화의 신들의 관점과 헤시오도스의 관점에서 볼 때, 감금한 자가 어리석었거나 혹은 감금된 자가 오히려 너무 잘났기 때문에 이에 대한 시기와 질투로 인해 감금된 것이다.

#### 괴물이라는 것에 대하여
호메로스의 《오디세이아》 제9권에 나오는 키클롭스 폴리페모스와 그 동료들은 동굴에 살며 양떼를 들판에 풀어놓고 기르는 목축을 하는데, 대장장이 능력은 가지고 있지 않다. 즉 청동기 문명이 없는 생활을 하고 있다. 《오디세이아》 제9권에서 폴리페모스는 오디세우스를 포함한 13명의 동료들 중 6명을 식사꺼리로 잡아먹었다. 오디세우스가 그로부터 빠져나가기 위한 계책의 일부로 희석되지 않은 강한 포도주를 주자 이것을 마시고 기분이 좋아진 폴리페모스는 오디세우스에게 나름 큰 은혜를 베푸는데, 그것은 단지 오디세우스가 잡아먹히는 순서를 맨 마지막으로 한다는 것일 뿐이었다.
이와 같이, 호메로스의 《오디세이아》 제9권에 나오는 키클롭스 폴리페모스와 그 동료들은 문명이 없는, 거대한 신체를 가진 종족 또는 부족이며, 사악하며 식인하는 집단인데, 이런 면에서 괴물들의 집단이라고 할 수 있다. 키클롭스 삼형제가 언급되고 있는 《신들의 계보》나 《비블리오테케》에는 이러한 언급이 전혀 없거나 혹은 오히려 이와 반대되는 모습으로 언급되고 있다.

#### 난폭했다는 것에 대하여
《신들의 계보》와 《비블리오테케》에 따르면, 키클롭스 삼형제는 타르타로스에 두 번 감금된다. 한 번은 자신의 아버지 우라노스에 의해서이고, 다른 한 번은 자신의 형(《비블리오테케》에 따르면, 동생)인 크로노스에 의해서이다. 그런데, 막강한 힘을 가졌음에도 불구하고, 타르타로스에 감금될 때 아버지나 형에게 반발했다는 이야기는 이 두 문헌 모두에서 전하고 있지 않다. (물론, 아버지에 의해 감금될 때는 태어나자마자 감금된 경우이므로 반발이 불가능했을 것이다.) 이런 면에서는 상당히 고분고분한 아들 또는 동생이었다고 할 수 있다. 하지만, 반발하지 않았다는 이야기도 없다. 따라서 결론적으로 키클롭스 삼형제가 난폭했는지 아닌지는 '알 수 없다'고 해야 할 것이다.
하지만, 《신들의 계보》에는, 크로노스에게 다시 감금된 후 제우스의 의해 이들이 재구출되었을 때 이들이 취한 행동이 기술되어 있는데 이를 통해 이들의 성격을 어느 정도 파악할 수 있다.
 And he set free from their deadly bonds the brothers of his father, sons of Heaven whom his father in his foolishness had bound. And they remembered to be grateful to him for his kindness, and gave him thunder and the glowing thunderbolt and lightening: for before that, huge Earth had hidden these. In them he trusts and rules over mortals and immortals.

 
그리고 그(즉 제우스)는 자신의 아버지(즉 크로노스)가 어리석어서 감금하였던, 자신의 아버지의 형제들 즉 우라노스(하늘)의 아들들(즉 키클롭스 삼형제)을 그들의 지독한 속박으로부터 자유롭게 하였다. 그리고 그들(즉 키클롭스 삼형제)은 그의 친절함에 감사하는 것을 빠뜨리지 않았고 그에게 '천둥(thunder)'과 '빛나는 번개와 벼락(glowing thunderbolt and lightening)'을 주었다: 이 이전까지는 거대한 가이아(땅)가 이것들(즉 천둥과 번개)을 숨겨왔다. 이것들[의 힘]을 그(즉 제우스)는 믿으며 [이것들로 인해 제우스는 모든] 필멸자들과 불멸자들 위에 군림한다 [즉 모든 인간들과 신들의 왕이 된다].
 — 《신들의 계보》 501~506행. 영문본 & 한글본 편집자 번역
적어도 이 인용문에서 분명한 것은, 키클롭스 삼형제는 '가장 나중에 잡아먹겠다는 큰 은혜'를 베푼 키클롭스 폴리페모스와는 완전히 다른 소양을 가졌다는 것이다. 구출에 대한 감사의 답례로 키클롭스 삼형제가 제우스에게 준 선물은 '모든 인간들과 신들의 아버지 또는 왕'이 되는 것을 가능하게 하는 힘인 천둥과 번개였는데, 이 날은 10년간의 티타노마키아가 시작되는 날이었다. 즉, 이 날에서야 비로소 제우스는 장차 자신을 상징하게 될 무기인 천둥과 번개를 자신의 생애에서 처음으로 가지게 되었으며, 진정한 '모든 인간들과 신들의 아버지 또는 왕'이 되기 위한 10년간의 과정을 시작할 수 있었다. 한편, 제우스의 여러 별명 가운데 하나가 "지혜로운 제우스(wise Zeus)"인데 지혜라는 측면에서 보면, 크로노스는 어리석어서 키클롭스 삼형제를 가두었지만 제우스는 이들을 구출하였다. 이런 면에서는, 키클롭스 삼형제와 이들이 제우스에게 준 천둥과 번개는 '모든 인간들과 신들의 아버지 또는 왕'이 되게 하는 열쇠인 '신의 지혜'를 상징한다. 그리고 10년간의 티타노마키아의 마지막 날에 재구출되는 헤카톤케이레스 삼형제는 '신의 지혜의 완성' 즉 '신의 권능'을 상징한다.

### 신화에 나타난 본래의 이야기와 역할
우라노스는 키클롭스 삼형제와 헤카톤케이레스 삼형제를 처음부터 싫어하여 이들이 태어나자마자 타르타로스에 감금한다. 이에 가이아가 분노하고 가이아의 계획에 크로노스가 동참하여 우라노스를 거세하고 폐위한 후 키클롭스 삼형제와 헤카톤케이레스 삼형제를 구하고 신들의 왕이 된다. 하지만 크로노스는 다시 이들을 타르타로스에 감금한다.
이후 크로노스와 레아가 결혼하고 이들 사이에 다섯 자녀가 태어나는데, 크로노스는 자신도 자신의 자식에 의해 폐위당할 것이라는 가이아와 우라노스의 예언이 실현되는 것을 막기 위해 이들 다섯 자녀들을 태어나는대로 삼킨다. 크로노스와 레아의 여섯 번째 자녀이자 막내인 제우스는 레아의 노력과 가이아의 계책에 의해 삼켜지는 것을 피하게 되며, 장성한 후 크로노스로 하여금 다섯 형제자매들을 토해내게 만들어 이들을 구출하고, 타르타로스에 있는 키클롭스 삼형제도 재구출한다.
헤시오도스의 《신들의 계보》에 따르면, 키클롭스 삼형제와 헤카톤케이레스 삼형제의 재구출 시점은 서로 다르다. 키클롭스 삼형제의 재구출은 다섯 형제자매들을 토해내게 하여 구출한 후 곧이어 이루어진 것으로 이 날은 크로노스를 주축으로 하는 티탄들과 제우스를 주축으로 하는 올림포스 신들의 전쟁인 10년간의 티타노마키아가 시작된 날이다. 헤카톤케이레스 삼형제는 10년간의 티타노마키아의 마지막 날에 구출되었는데, 엄밀히 말하면, 헤카톤케이레스 삼형제가 구출된 바로 그 날 최후의 결전이 일어나 10년간의 티타노마키아가 올림포스 신들의 승리로 종결된다. 반면, 슈도-아폴로도로스의 《비블리오테케》에 따르면, 키클롭스 삼형제와 헤카톤케이레스 삼형제는 모두 10년간의 티타노마키아의 마지막 날에 재구출되었다. (이상에 대한 자세한 내용과 출처는 "크로노스" 문서를 참조하시오.)
《신들의 계보》에서는 키클롭스 삼형제와 헤카톤케이레스 삼형제가 감금된 타르타로스를 지키는 간수에 대해 아무런 언급이 없는데 비해, 《비블리오테케》에 따르면 캄페(Campe)라는 암컷 용이 이들을 감시하였다. 《비블리오테케》에 따르면 제우스는 티타노마키아의 마지막 날에, 캄페를 죽이고 키클롭스 삼형제와 헤카톤케이레스 삼형제를 모두 한꺼번에 구출하였다.
《신들의 계보》에 따르면, 키클롭스 삼형제는 재구출된 후 감사의 답례로, '모든 신들과 인간들의 왕'이 되게 하는 무기인 천둥과 번개를 제우스에게 "주었거나 만들어 주었다(gave or made)". 하지만 다른 신들에게도 선물을 했다는 언급은 없다. 이에 비해, 《비블리오테케》에 따르면, 키클롭스 삼형제는 감사의 답례로 제우스에게는 천둥 · 번개 · 벼락(thunder and lightning and a thunderbolt)을, 플루톤(하데스의 다른 이름)에게는 [보이지 않게 하는] 투구(helmet)를, 포세이돈에게는 삼지창(trident, 트리덴트)을 "주었다(gave)".
《신들의 계보》에 따르면, 이 선물을 받은 날은 10년간의 티타노마키아가 시작된 날이며, 제우스는 그가 받은 천둥과 번개를 바탕으로 점점 더 성장해 간다. 반면, 《비블리오테케》에 따르면, 이 선물을 받은 날은 10년간의 티타노마키아의 마지막 날이며, 세 신들은 자신들이 받은 무기들을 사용하여 티탄들을 제압하고 완전한 승리를 거두며, 이로써 10년간의 티타노마키아는 올림포스 신들의 승리로 종결된다.
칼리마코스의 《데메테르에게 바치는 찬가》와 베르길리우스의 《아이네이스》 제8권에서는 키클롭스들이 헤파이스토스의 대장간에서 불 · 기술 · 장인의 신인 헤파이스토스를 도와 일했다고 말하고 있다.
에우리피데스의 희곡 《아스클레티스》에 의하면, 아폴론의 아들 아스클레피오스가 제우스가 내려친 벼락을 맞아 죽는데 (이에 대한 자세한 내용은 "아스클레피오스" 문서를 참조하시오), 키클롭스는 그를 죽게 만든 벼락을 만들었다는 [다소 엉뚱한] 죄목으로 아폴론에게 죽임을 당한다. 이 일로 아폴론은 1년간 테살리아의 왕 아드메토스의 양치기가 되어 속죄하였고 제우스는 아스클레피오스와 키클롭스를 다시 타르타로스에서 데려왔다.

## 키클롭스 폴리페무스
호메로스의 《오디세이아》에는 폴리페무스(Polyphemus))라는 키클롭스가 등장한다. 오디세우스는 시칠리아 해변에서 키클롭스 폴리페모스에게 붙잡히게 되었다. 이 폴리페모스는 양을 기르면서 사람을 잡아먹는 괴물이었는데, 오디세우스와 12명의 부하들을 동굴에 가두어 놓고 거대한 돌로 입구를 막았다. 그는 매일 끼니로 두 명의 오디세우스 부하들을 잡아먹었는데 한번은 오디세우스에게 너의 이름은 무엇인가? 하고 물었다. 오디세우스는 자신의 이름이 "아무도 아니"라고 말해주었다. 후에 오디세우스는 꾀를 내어 폴리페모스를 포도주에 취하게 하고 잠든 사이에 불타는 장작개비로 외눈을 찔러 맹인으로 만들었다.
장님이 된 폴리페모스가 소리를 지르자 동료 키클롭스들이 도와주러 달려왔다. 동료 키클롭스들은 폴리페모스에게 '누가 너를 괴롭히느냐?'고 물었다. 폴리페모스는 나를 괴롭히는 것은 "'아무도 아니'다."라고 대답했는데 그 말을 듣고 다른 키클롭스들은 돌아가 버렸다. 그 때문에 오디세우스는 폴리페모스에게 잡아먹히지 않은 부하 6명과 양의 배에 매달려 탈출할 수 있었다.
다른 설화에서 폴리페모스는 갈라테이아라는 네레이스를 짝사랑했다. 그러나 갈라테이아는 아키스라는 인간을 사랑하고 있어서 외눈박이 거인 폴리페모스 따위는 거들떠 보지도 않았다. 폴레페모스는 화가 나서 갈라테이아의 연인 아키스를 죽여 버렸고 아키스는 시칠리아의 강이 되었다고 한다.

## 대중문화
- 프랑스의 화가 오딜롱 르동이 그린 〈키클롭스〉에 등장한다.
- RPG 게임 타이탄 퀘스트에서도 등장하나 수는 적다. 폴리페모스도 등장한다.

## 같이 보기
- 크로노스
- 헤카톤케이레스
- 기간테스

## 참고 문헌
- (고대 그리스어) 헤시오도스 지음 (기원전 7세기). 《신들의 계보》. 페르세우스 프로젝트. |title=에 외부 링크가 있음 (도움말)
- (영어) Hesiod 지음, Hugh G. Evelyn-White 영역 (1914). 《Theogony (신들의 계보)》. Loeb Classical Library Volume 57. London: William Heinemann. |title=에 외부 링크가 있음 (도움말)
- (영어) Mondi, Robert "The Homeric Cyclopes: Folktale, Tradition, and Theme" 《Transactions of the American Philological Association》113 Vol. 113 (1983), pp. 17–38.
- (영어) Pseudo-Apollodorus 지음, James George Frazer 영역 (1921). 《The Library (비블리오테케)》. Loeb Classical Library Volumes 121 & 122. Cambridge, MA, Harvard University Press; London, William Heinemann Ltd. |title=에 외부 링크가 있음 (도움말)